# Hugo I van Jaffa
Hugo I van Jaffa ook bekend als Hugo II van Le Puiset (overleden 1118) (Frans : Hugues I de Puiset-Jaffa) was graaf van Jaffa (1110-1118) en heer van Le Puiset (1097-1106).
Hij was een zoon van Hugo I van Le Puiset en Alice de Monthlhery. Hugo nam het regentschap over Le Puiset waar toen zijn oudere broer Everhard III op Eerste Kruistocht trok. Deze overleed echter al tijdens de reis en Hugo nam de titel en het bestuur over totdat Hugo III, Everhards zoon, oud genoeg was om over te nemen. In 1106 stond hij het leen weer af aan zijn neef, waarna hij zich aansloot bij Bohemund I van Antiochië, die aan het Franse hof steun kwam vergaren. Met deze vertrok hij voor de  reis naar het Heilige land. Bij aankomst in Edessa trad hij in dienst van Boudewijn van Bourcq en Jocelin van Courtenay, zijn neven van zijn moeders kant. In welke functie dat was, is onbekend, maar zijn broer Walram van Le Puiset bevond zich ook in het graafschap en kreeg korte tijd later de stad Bira onder zijn hoede.
Tussen 1106 en 1110 fungeerde Hugo als een ambassadeur tussen Edessa en het koninkrijk Jeruzalem en in deze periode werd hij door Boudewijn I van Jeruzalem tot graaf van Jaffa benoemd, een functie die hij tot zijn overlijden in 1118 vervulde. Hugo trouwde met Mabel van Roucy, een dochter van Ebles II van Roucy: samen kregen ze een zoon, Hugo II van Jaffa. Na het overlijden van Hugo huwde Mabel nog met Albert van Namen.